# Navia angustifolia
Navia angustifolia är en gräsväxtart som först beskrevs av John Gilbert Baker, och fick sitt nu gällande namn av Carl Christian Mez. Navia angustifolia ingår i släktet Navia och familjen Bromeliaceae.
Artens utbredningsområde är Guyana. Inga underarter finns listade i Catalogue of Life.